# حسن (نام کوچک)
حسن به افراد مشهور زیر گفته می‌شود:

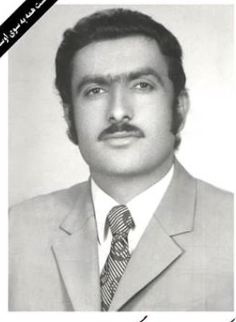
عکس حسن محقق زاده

- حسن مجتبی، فرزند علی بن ابی‌طالب و امام دوم شیعیان
- حسن مثنی، فرزند حسن مجتبی
- حسن مثلث، نوهٔ حسن مجتبی
- حسن عسکری، فرزند علی النقی و امام یازدهم شیعیان

همچنین ممکن است به یکی از افراد زیر اشاره داشته باشد:
- حسن احمدی گیوی (نویسنده)
- حسن احمدی مقدس (قاضی)
- حسن اشجاری (فوتبالیست)
- حسن انوری (پژوهشگر ادبیات)
- حسن باقری (فرمانده)
- حسن اول باوندی
- حسن باوندی
- حسن بویه (امراری حکومتی)
- حسن پورشیرازی (بازیگر)
- حسن تفتیان (ورزشکار)
- سید حسن تقی‌زاده (سیاست مدار)
- حسن جوهرچی بازیگر تلویزیون اهل ایران
- حسن حسن‌دوست (تدوینگر)
- حسن حسن‌زاده آملی (فقیه)
- سید حسن حسینی (شاعر)
- سید حسن خمینی (روحانی)
- حسن رحیم‌پور ازغدی (سخنران)
- حسن رحیمی قهرمان سبک وزن کشتی آزاد جهان
- حسن رنگرز قهرمان سبک وزن کشتی فرنگی جهان
- حسن روحانی هفتمین رئیس جمهوری اسلامی ایران
- حسن رودباریان دروازه‌بان فوتبال
- حسن صباح
- حسن عباسی (نظامی)
- حسن غفوری‌فرد (سیاستمدار)
- حسن فتحی (کارگردان) کارگردان تلویزیون
- حسن کامران دستجردی (نماینده مجلس)
- حسن کامرانی‌فر کمک‌داور فوتبال
- حسن کسایی (موسیقی دان)
- سید حسن مدرس (روحانی سیاستمدار)
- حسن مصیبی (تدوینگر)
- سید حسن میرخانی (خوشنویس)
- سید حسن نصرالله (روحانی شیعه)
- حسن وثوق (نخست‌وزیر)